# Theloderma bicolor
Espèce
Synonymes
- Rhacophorus leprosus bicolor  Bourret, 1937

Statut de conservation UICN

 EN B1ab(iii) : En danger
Theloderma bicolor est une espèce d'amphibiens de la famille des Rhacophoridae.

## Répartition
Cette espèce est endémique du Viêt Nam. Elle se rencontre entre 1 400 et 1 800 m d'altitude de la province de Lào Cai à la province de Quảng Trị. Sa présence est incertaine dans la zone limitrophe dans la province du Yunnan en République populaire de Chine.

## Publication originale
- Bourret, 1937 : Notes herpétologiques sur l'Indochine française. XIV. Les batraciens de la collection du Laboratoire des Sciences Naturelles de l'Université. Descriptions de quinze espèces ou variétés nouvelles. Annexe Bulletin de l'Institut public Hanoï, p. 5-56.